# Üzbegisztán a 2012. évi nyári olimpiai játékokon
Üzbegisztán a nagy-britanniai Londonban megrendezett 2012. évi nyári olimpiai játékok egyik részt vevő nemzete volt. Az országot az olimpián 13 sportágban 54 sportoló képviselte, akik összesen 2 érmet szereztek.

## Érmesek
| Érem  | Versenyző      | Sportág   | Versenyszám     | Dátum         |
| ----- | -------------- | --------- | --------------- | ------------- |
| Bronz | Rishod Sobirov | Cselgáncs | Férfi légsúly   | Július 28.    |
| Bronz | Abbos Atoyev   | Ökölvívás | Férfi középsúly | Augusztus 10. |

## Atlétika
A következő versenyszámokban értek el az üzbég sportolók olimpiai A- vagy B-szintet:
Férfi
| Versenyző      | Versenyszám | Előfutam | Előfutam | Előfutam | Elődöntő | Elődöntő | Elődöntő | Döntő   | Döntő    |
| Versenyző      | Versenyszám | Idő      | Hely.    | Össz.    | Idő      | Hely.    | Össz.    | Idő     | Helyezés |
| -------------- | ----------- | -------- | -------- | -------- | -------- | -------- | -------- | ------- | -------- |
| Artyom Dyatlov | 400 m gát   | 51,55    | 7.       | 42.      | kiesett  | kiesett  | kiesett  | kiesett | kiesett  |

| Versenyző       | Versenyszám   | Selejtező | Selejtező | Döntő    | Döntő    |
| Versenyző       | Versenyszám   | Eredmény  | Helyezés  | Eredmény | Helyezés |
| --------------- | ------------- | --------- | --------- | -------- | -------- |
| Suhrob Khodjaev | Kalapácsvetés | 65,88 m   | 38.       | kiesett  | kiesett  |
| Ivan Zaysev     | Gerelyhajítás | 73,94 m   | 36.       | kiesett  | kiesett  |

| Versenyző     | Versenyszám | 100 m | 100 m | Távolugrás | Távolugrás | Súlylökés | Súlylökés | Magasugrás | Magasugrás | 400 m | 400 m | 110 m gát | 110 m gát | Diszkoszvetés | Diszkoszvetés | Rúdugrás | Rúdugrás | Gerelyhajítás | Gerelyhajítás | 1500 m  | 1500 m | Végeredmény | Végeredmény |
| Versenyző     | Versenyszám | Idő   | Pont  | Eredmény   | Pont       | Eredmény  | Pont      | Eredmény   | Pont       | Idő   | Pont  | Idő       | Pont      | Eredmény      | Pont          | Eredmény | Pont     | Eredmény      | Pont          | Idő     | Pont   | Pont        | Helyezés    |
| ------------- | ----------- | ----- | ----- | ---------- | ---------- | --------- | --------- | ---------- | ---------- | ----- | ----- | --------- | --------- | ------------- | ------------- | -------- | -------- | ------------- | ------------- | ------- | ------ | ----------- | ----------- |
| Rifat Ortiqov | Tízpróba    | 11,37 | 780   | 641 cm     | 677        | 14,11 m   | 735       | 193 cm     | 740        | 51,91 | 729   | 14,74     | 881       | 43,53 m       | 737           | 440 cm   | 731      | 56,62 m       | 687           | 5:09,52 | 506    | 7203        | 26.         |

Női
| Versenyző        | Versenyszám | Selejtező | Selejtező | Selejtező | Előfutam | Előfutam | Előfutam | Elődöntő | Elődöntő | Elődöntő | Döntő   | Döntő    |
| Versenyző        | Versenyszám | Idő       | Hely.     | Össz.     | Idő      | Hely.    | Össz.    | Idő      | Hely.    | Össz.    | Idő     | Helyezés |
| ---------------- | ----------- | --------- | --------- | --------- | -------- | -------- | -------- | -------- | -------- | -------- | ------- | -------- |
| Goʻzal Xubbiyeva | 100 m       | kiemelt   | kiemelt   | kiemelt   | 11,22    | 4.       | 21.      | kiesett  | kiesett  | kiesett  | kiesett | kiesett  |
| Natalya Asanova  | 400 m gát   |           |           |           | 58,05    | 7.       | 34.      | kiesett  | kiesett  | kiesett  | kiesett | kiesett  |

| Versenyző              | Versenyszám   | Selejtező             | Selejtező             | Döntő    | Döntő    |
| Versenyző              | Versenyszám   | Eredmény              | Helyezés              | Eredmény | Helyezés |
| ---------------------- | ------------- | --------------------- | --------------------- | -------- | -------- |
| Nadiya Dusanova        | Magasugrás    | 185 cm                | 20.*                  | kiesett  | kiesett  |
| Anastasiya Juravlyova  | Hármasugrás   | 13,54 m               | 29.                   | kiesett  | kiesett  |
| Aleksandra Kotlyarova  | Hármasugrás   | 13,55 m               | 28.                   | kiesett  | kiesett  |
| Svetlana Radzivil      | Magasugrás    | 196 cm                | 1.                    | 197 cm   | 7.       |
| Yelena Smolyanova      | Súlylökés     | 14,43 m               | 31.                   | kiesett  | kiesett  |
| Anastasiya Svechnikova | Gerelyhajítás | 51,27 m               | 35.                   | kiesett  | kiesett  |
| Yulya Tarasova         | Távolugrás    | érvényes ugrás nélkül | érvényes ugrás nélkül | kiesett  | kiesett  |

* - hat másik versenyzővel azonos eredményt ért el

## Birkózás

### Férfi
Kötöttfogású
| Versenyző           | Versenyszám | Selejtező         | Nyolcaddöntő                   | Negyeddöntő       | Elődöntő          | Vigaszág első kör | Vigaszág elődöntő | Bronz- mérkőzés   | Döntő             | Helyezés |
| Versenyző           | Versenyszám | Ellenfél Eredmény | Ellenfél Eredmény              | Ellenfél Eredmény | Ellenfél Eredmény | Ellenfél Eredmény | Ellenfél Eredmény | Ellenfél Eredmény | Ellenfél Eredmény | Helyezés |
| ------------------- | ----------- | ----------------- | ------------------------------ | ----------------- | ----------------- | ----------------- | ----------------- | ----------------- | ----------------- | -------- |
| Elmurat Taszmuradov | 55 kg       | erőnyerő          | Módos Péter (HUN) · 0–2, 0–2   | kiesett           | kiesett           |                   |                   |                   |                   | 16.      |
| Muminjon Abdullaev  | 120 kg      | erőnyerő          | Dremiel Byers (USA) · 0–1, 0–2 | kiesett           | kiesett           |                   |                   |                   |                   | 15.      |

Szabadfogású
| Versenyző         | Versenyszám | Selejtező                             | Nyolcaddöntő                       | Negyeddöntő                        | Elődöntő                               | Vigaszág első kör | Vigaszág elődöntő              | Bronz- mérkőzés                         | Döntő                                 | Helyezés |
| Versenyző         | Versenyszám | Ellenfél Eredmény                     | Ellenfél Eredmény                  | Ellenfél Eredmény                  | Ellenfél Eredmény                      | Ellenfél Eredmény | Ellenfél Eredmény              | Ellenfél Eredmény                       | Ellenfél Eredmény                     | Helyezés |
| ----------------- | ----------- | ------------------------------------- | ---------------------------------- | ---------------------------------- | -------------------------------------- | ----------------- | ------------------------------ | --------------------------------------- | ------------------------------------- | -------- |
| Dilshod Mansurov  | 55 kg       | erőnyerő                              | Jang Kjongil (PRK) · 1–0, 1–1, 0–2 | kiesett                            | kiesett                                |                   |                                |                                         |                                       | 9.       |
| Ikhtiyor Navruzov | 66 kg       | erőnyerő                              | Otar Tusisvili (GEO) · 3–1, 2–1    | Szusíl Kumár (IND) · 1–3, 2–1, 0–2 |                                        |                   | Ramazan Şahin (TUR) · 0–3, 1–3 | kiesett                                 |                                       | 7.       |
| Soslan Tigiyev    | 74 kg       | erőnyerő                              | Oleg Mocalin (GRE) · 3–0, 1–0      | Sadegh Goudarzi (IRI) · 0–3, 1–1   |                                        |                   | Kiril Terziev (BUL) · 1–0, 5–0 | Hatos Gábor (HUN) · 1–0, 1–0            |                                       | kizárták |
| Zaurbek Soxiyev   | 84 kg       | Ibrahim Aldatov (UKR) · 5–1, 2–3, 0–2 | kiesett                            | kiesett                            | kiesett                                |                   |                                |                                         |                                       | 17.      |
| Qurbon Qurbonov   | 96 kg       | erőnyerő                              | Jake Varner (USA) · 0–1, 1–0, 0–1  |                                    |                                        |                   | Khetag Pilev (CAN) · 1–0, 4–1  | Giorgi Gogselidze (GEO) · 1–0, 0–4, 0–2 |                                       | 5.       |
| Artur Taymazov    | 120 kg      | erőnyerő                              | Nick Matuhin (GER) · 4–0, 2–0      | Komeil Ghasemi (IRI) · 1–0, 1–0    | Tervel Dlagnev (USA) · 3–0 (kétvállas) |                   |                                |                                         | Davit Modzmanashvili (GEO) · 1–0, 1–0 | kizárva  |

A 120 kg-ban aranyérmes Artur Taymazovot oral turinabol használata miatt 2019-ben megfosztották érmétől.

## Cselgáncs
Férfi
| Versenyző            | Versenyszám  | Selejtező                           | 32-es főtábla                                  | Nyolcaddöntő                            | Negyeddöntő                                 | Elődöntő                               | Vigaszág elődöntő                              | Bronz- mérkőzés                      | Döntő             | Helyezés |
| Versenyző            | Versenyszám  | Ellenfél Eredmény                   | Ellenfél Eredmény                              | Ellenfél Eredmény                       | Ellenfél Eredmény                           | Ellenfél Eredmény                      | Ellenfél Eredmény                              | Ellenfél Eredmény                    | Ellenfél Eredmény | Helyezés |
| -------------------- | ------------ | ----------------------------------- | ---------------------------------------------- | --------------------------------------- | ------------------------------------------- | -------------------------------------- | ---------------------------------------------- | ------------------------------------ | ----------------- | -------- |
| Rishod Sobirov       | Légsúly      | erőnyerő                            | Ludwig Paischer (AUT) · 021(0)-000(0)          | Javier Guédez (VEN) · 100(0)-000(0)     | Felipe Kitadai (BRA) · 100(0)-000(1)        | Arszen Galsztyan (RUS) · 000(0)-001(1) |                                                | Sofiane Milous (FRA) · 010(0)-000(3) |                   |          |
| Mirzokhid Farmonov   | Harmatsúly   | erőnyerő                            | Ahmed Júszef el-Kavíszeh (LBA) · 101(1)-000(2) | Cso Dzsunho (KOR) · 000(1)-001(1)       | kiesett                                     | kiesett                                |                                                |                                      |                   | 9.       |
| Navroʻz Joʻraqobilov | Könnyűsúly   | Sled Dowabobo (NRU) · 100(0)-000(1) | Nicolas Tritton (CAN) · 001(1)-000(2)          | Raszul Bokijev (TJK) · 000(1)-100(1)    | kiesett                                     | kiesett                                |                                                |                                      |                   | 9.       |
| Yakhyo Imomov        | Váltósúly    | erőnyerő                            | Kim Dzsebom (KOR) · 000(1)-001(0)              | kiesett                                 | kiesett                                     | kiesett                                |                                                |                                      |                   | 17.      |
| Dilshod Choriyev     | Középsúly    |                                     | Marcus Nyman (SWE) · 010(1)-001(3)             | Madarász Tamás (HUN) · 100(1)-000(1)    | Tiago Camilo (BRA) · 000(2)-001(0)          |                                        | Nisijama Maszasi (JPN) · 001(2)-001(2) (bírói) | kiesett                              |                   | 7.       |
| Ramziddin Saidov     | Félnehézsúly |                                     | Kyle Vashkulat (USA) · 100(0)-000(0)           | Oreidis Despaigne (CUB) · 102(0)-010(H) | Najdangín Tüvsinbajar (MGL) · 000(1)-100(0) |                                        | Elmar Qasımov (AZE) · 100(0)-000(1)            | Dimitri Peters (GER) · 001(0)-020(0) |                   | 5.       |

## Kajak-kenu

### Síkvízi
Férfi
| Versenyző    | Versenyszám       | Előfutam | Előfutam | Előfutam | Elődöntő | Elődöntő | Elődöntő | Döntő | Döntő    | Döntő    | Helyezés |
| Versenyző    | Versenyszám       | Idő      | Hely.    | Össz.    | Idő      | Hely.    | Össz.    | Típus | Idő      | Helyezés | Helyezés |
| ------------ | ----------------- | -------- | -------- | -------- | -------- | -------- | -------- | ----- | -------- | -------- | -------- |
| Vadim Menkov | Kenu egyes 200 m  | 42,171   | 4.       | 12.      | 42,944   | 6.       | 15.      | B     | 44,168   | 2.       | 10.      |
| Vadim Menkov | Kenu egyes 1000 m | 4:05,985 | 2.       | 9.       | 3:53,257 | 4.       | 6.       | A     | 3:49,255 | 4.       | 4.       |

Női
| Versenyző     | Versenyszám        | Előfutam | Előfutam | Előfutam | Elődöntő | Elődöntő | Elődöntő | Döntő   | Döntő   | Döntő    | Helyezés |
| Versenyző     | Versenyszám        | Idő      | Hely.    | Össz.    | Idő      | Hely.    | Össz.    | Típus   | Idő     | Helyezés | Helyezés |
| ------------- | ------------------ | -------- | -------- | -------- | -------- | -------- | -------- | ------- | ------- | -------- | -------- |
| Yulya Borzova | Kajak egyes 200 m  | 44,872   | 6.       | 24.      | 44,426   | 8.       | 24.      | kiesett | kiesett | kiesett  | kiesett  |
| Yulya Borzova | Kajak egyes 1000 m | 2:03,983 | 6.       | 23.      | 2:00,584 | 8.       | 21.      | kiesett | kiesett | kiesett  | kiesett  |

## Kerékpározás
Az országúti kerékpárversenyre két üzbég, Murodjon Xolmurodov és Sergey Lagutin kvalifikálta magát a 2011-es Ázsia-bajnokság alapján.

### Országúti kerékpározás
Férfi
| Versenyző           | Versenyszám   | Idő             | Helyezés      |
| ------------------- | ------------- | --------------- | ------------- |
| Murodjon Xolmurodov | Mezőnyverseny | nem ért célba   | nem ért célba |
| Sergey Lagutin      | Mezőnyverseny | 5:46:05 (+0:08) | 5.            |

## Ökölvívás
Férfi
| Versenyző              | Versenyszám  | Selejtező                          | Nyolcaddöntő                    | Negyeddöntő                         | Elődöntő                   | Döntő             | Helyezés |
| Versenyző              | Versenyszám  | Ellenfél Eredmény                  | Ellenfél Eredmény               | Ellenfél Eredmény                   | Ellenfél Eredmény          | Ellenfél Eredmény | Helyezés |
| ---------------------- | ------------ | ---------------------------------- | ------------------------------- | ----------------------------------- | -------------------------- | ----------------- | -------- |
| Jasurbek Latipov       | Légsúly      |                                    | Hesham Abdelaal (EGY) · 21-11   | Njambajarin Tögszcogt (MGL) · 10-15 | kiesett                    | kiesett           | 5.       |
| Orzubek Shaimov        | Harmatsúly   | Robenílson de Jesus (BRA) · 7-13   | kiesett                         | kiesett                             | kiesett                    | kiesett           | 17.      |
| Fazliddin Gʻoibnazarov | Könnyűsúly   | Yhyacinthe Mewoli (CMR) · 11-6     | Jose Ramírez (USA) · 15-11      | Han Szuncshol (KOR) · 13-16         | kiesett                    | kiesett           | 5.       |
| Oʻktamjon Raxmonov     | Kisváltósúly | Anderson Rojas (ECU) · 16-10       | Yakup Sener (TUR) · 16-8        | Roniel Iglesias (CUB) · 15-21       | kiesett                    | kiesett           | 5.       |
| Abbos Atoyev           | Középsúly    | Badir-Eddine Haddioui (MAR) · 11-9 | Bogdan Juratoni (ROU) · 12-10   | Vidzsender Szingh (IND) · 17-13     | Murata Rjóta (JPN) · 12-13 |                   |          |
| Elshod Rasulov         | Félnehézsúly |                                    | Yahia El-Mekachari (TUN) · 13-6 | Jegor Mehoncev (RUS) · 15-19        | kiesett                    | kiesett           | 5.       |

## Sportlövészet
Női
| Versenyző       | Versenyszám           | Selejtező | Selejtező | Döntő   | Döntő    |
| Versenyző       | Versenyszám           | Pont      | Helyezés  | Pont    | Helyezés |
| --------------- | --------------------- | --------- | --------- | ------- | -------- |
| Sakina Mamedova | Sportpuska, összetett | 578       | 22.       | kiesett | kiesett  |
| Sakina Mamedova | Légpisztoly           | 389       | 49.       | kiesett | kiesett  |

## Súlyemelés
Férfi
| Versenyző          | Versenyszám | Szakítás                 | Szakítás                 | Lökés      | Lökés      | Összesen   | Helyezés   |
| Versenyző          | Versenyszám | Eredmény                 | Helyezés                 | Eredmény   | Helyezés   | Összesen   | Helyezés   |
| ------------------ | ----------- | ------------------------ | ------------------------ | ---------- | ---------- | ---------- | ---------- |
| Ruslan Makarov     | 56 kg       | nem indult               | nem indult               | nem indult | nem indult | nem indult | nem indult |
| Bahrom Mendibayev  | 69 kg       | érvényes kísérlet nélkül | érvényes kísérlet nélkül | kiesett    | kiesett    | kiesett    | kiesett    |
| Sherzodjon Yusupov | 85 kg       | 155,0                    | 13.                      | 195,0      | 12.        | 350,0      | 11.        |
| Ruslan Nurutdinov  | 105 kg      | 184,0                    | 4.*                      | 220,0      | 3.*        | 404,0      |            |
| Ivan Yefremov      | 105 kg      | 183,0                    | 6.                       | 218,0      | 5.*        | 401,0      | 5.         |

A 105 kg-ban negyedik helyen végzett Ruslan Nurutdinov eredményét dehidroklorometil-tesztoszteron használata miatt 2019-ben törölték.
Női
| Versenyző       | Versenyszám | Szakítás   | Szakítás   | Lökés      | Lökés      | Összesen   | Helyezés   |
| Versenyző       | Versenyszám | Eredmény   | Helyezés   | Eredmény   | Helyezés   | Összesen   | Helyezés   |
| --------------- | ----------- | ---------- | ---------- | ---------- | ---------- | ---------- | ---------- |
| Marina Sysoyeva | 48 kg       | nem indult | nem indult | nem indult | nem indult | nem indult | nem indult |

* - egy másik versenyzővel azonos eredményt ért el

## Taekwondo
Férfi
| Versenyző      | Versenyszám | Selejtező                      | Negyeddöntő       | Elődöntő          | Vigaszág elődöntő | Bronz- mérkőzés   | Döntő             | Helyezés |
| Versenyző      | Versenyszám | Ellenfél Eredmény              | Ellenfél Eredmény | Ellenfél Eredmény | Ellenfél Eredmény | Ellenfél Eredmény | Ellenfél Eredmény | Helyezés |
| -------------- | ----------- | ------------------------------ | ----------------- | ----------------- | ----------------- | ----------------- | ----------------- | -------- |
| Dmitriy Kim    | Pehelysúly  | Diogo Silva (BRA) · 2–3        | kiesett           | kiesett           | kiesett           | kiesett           | kiesett           | 11.      |
| Akmal Ergashev | Nehézsúly   | Daba Modibo Keita (MLI) · 4–13 | kiesett           | kiesett           | kiesett           | kiesett           | kiesett           | 11.      |

Női
| Versenyző        | Versenyszám | Selejtező                         | Negyeddöntő       | Elődöntő          | Vigaszág elődöntő      | Bronz- mérkőzés   | Döntő             | Helyezés |
| Versenyző        | Versenyszám | Ellenfél Eredmény                 | Ellenfél Eredmény | Ellenfél Eredmény | Ellenfél Eredmény      | Ellenfél Eredmény | Ellenfél Eredmény | Helyezés |
| ---------------- | ----------- | --------------------------------- | ----------------- | ----------------- | ---------------------- | ----------------- | ----------------- | -------- |
| Natalya Mamatova | Nehézsúly   | Anne-Caroline Graffe (FRA) · 9–17 |                   |                   | I Indzsong (KOR) · 1–8 | kiesett           |                   | 7.       |

## Tenisz
Férfi
| Versenyző     | Versenyszám | 64-es főtábla                            | 32-es főtábla                                 | Nyolcaddöntő                   | Negyeddöntő       | Elődöntő          | Bronz- mérkőzés   | Döntő             | Helyezés |
| Versenyző     | Versenyszám | Ellenfél Eredmény                        | Ellenfél Eredmény                             | Ellenfél Eredmény              | Ellenfél Eredmény | Ellenfél Eredmény | Ellenfél Eredmény | Ellenfél Eredmény | Helyezés |
| ------------- | ----------- | ---------------------------------------- | --------------------------------------------- | ------------------------------ | ----------------- | ----------------- | ----------------- | ----------------- | -------- |
| Denis Istomin | Egyes       | Fernando Verdasco (ESP) · 6-4, 7-6(11–9) | Gilles Müller (LUX) · 6-7(4–7), 7-6(7–3), 7-5 | Roger Federer (SUI) · 5-7, 3-6 | kiesett           | kiesett           | kiesett           | kiesett           | 17.      |

## Torna
Női
| Versenyző       | Versenyszám      | Selejtező | Selejtező | Döntő     | Döntő     |
| Versenyző       | Versenyszám      | Pontszám  | Helyezés  | Pontszám  | Helyezés  |
| --------------- | ---------------- | --------- | --------- | --------- | --------- |
| Luiza Galiulina | Egyéni összetett | kizárták. | kizárták. | kizárták. | kizárták. |

### Ritmikus gimnasztika
| Versenyző        | Versenyszám | Selejtező | Selejtező | Selejtező | Selejtező | Selejtező | Selejtező | Selejtező | Selejtező | Selejtező | Selejtező | Döntő   | Döntő   | Döntő   | Döntő   | Döntő   | Döntő   | Döntő    | Döntő    | Döntő    | Döntő    | Helyezés |
| Versenyző        | Versenyszám | Kötél     | Kötél     | Labda     | Labda     | Szalag    | Szalag    | Buzogány  | Buzogány  | Összesen  | Összesen  | Kötél   | Kötél   | Labda   | Labda   | Szalag  | Szalag  | Buzogány | Buzogány | Összesen | Összesen | Helyezés |
| Versenyző        | Versenyszám | Pont      | Hely.     | Pont      | Hely.     | Pont      | Hely.     | Pont      | Hely.     | Pont      | Hely.     | Pont    | Hely.   | Pont    | Hely.   | Pont    | Hely.   | Pont     | Hely.    | Pont     | Hely.    | Helyezés |
| ---------------- | ----------- | --------- | --------- | --------- | --------- | --------- | --------- | --------- | --------- | --------- | --------- | ------- | ------- | ------- | ------- | ------- | ------- | -------- | -------- | -------- | -------- | -------- |
| Ulyana Trofimova | Egyéni      | 24,650    | 20.       | 24,625    | 20.       | 23,275    | 23.       | 24,800    | 21.       | 97,350    | 20.       | kiesett | kiesett | kiesett | kiesett | kiesett | kiesett | kiesett  | kiesett  | kiesett  | kiesett  | 20.      |

### Trambulin
| Versenyző        | Versenyszám | Selejtező | Selejtező | Döntő    | Döntő    |
| Versenyző        | Versenyszám | Pontszám  | Helyezés  | Pontszám | Helyezés |
| ---------------- | ----------- | --------- | --------- | -------- | -------- |
| Yekaterina Xilko | Női         | 99,290    | 12.       | kiesett  | kiesett  |

## Úszás
Nevezési szintek: A Nemzetközi Úszó Szövetség nevezési szinteket állapított meg az olimpiára (A szint, B szint). Egy ország egy versenyszámban legfeljebb 2 olyan versenyzőt indíthat, akik teljesítették az A szintet. B szintesből egy sportolót indíthat, ha a FINA meghívja az Olimpiára.
Női
| Versenyző          | Versenyszám  | Előfutam | Előfutam | Előfutam | Elődöntő | Elődöntő | Elődöntő | Döntő   | Döntő    |
| Versenyző          | Versenyszám  | Idő      | Hely.    | Össz.    | Idő      | Hely.    | Össz.    | Idő     | Helyezés |
| ------------------ | ------------ | -------- | -------- | -------- | -------- | -------- | -------- | ------- | -------- |
| Ranohon Amanova    | 200 m vegyes | 2:15,37  | 4.       | 25.      | kiesett  | kiesett  | kiesett  | kiesett | kiesett  |
| Yulduz Qoʻchqorova | 200 m hát    | 2:18,60  | 5.       | 37.      | kiesett  | kiesett  | kiesett  | kiesett | kiesett  |

## Vívás
Férfi
| Versenyző      | Versenyszám       | Selejtező         | 32-es főtábla            | Nyolcaddöntő                  | Negyeddöntő       | Elődöntő          | Bronz- mérkőzés   | Döntő             | Helyezés |
| Versenyző      | Versenyszám       | Ellenfél Eredmény | Ellenfél Eredmény        | Ellenfél Eredmény             | Ellenfél Eredmény | Ellenfél Eredmény | Ellenfél Eredmény | Ellenfél Eredmény | Helyezés |
| -------------- | ----------------- | ----------------- | ------------------------ | ----------------------------- | ----------------- | ----------------- | ----------------- | ----------------- | -------- |
| Ruslan Kudayev | Párbajtőr, egyéni |                   | Pak Kjongdu (KOR) · 15-9 | Silvio Fernández (VEN) · 3-15 | kiesett           | kiesett           | kiesett           | kiesett           | 16.      |